# Decompressiestop
Een decompressiestop is een stop die een duiker moet maken bij het opstijgen. Zo wordt decompressieziekte vermeden. Decompressiestops zijn noodzakelijk na diepe of langdurige duiken, waarbij langer dan de nultijd werd gedoken.

## Noodzaak
Wie onder water (dus onder een hogere druk) ademhaalt neemt inerte gassen (stikstof en mogelijk helium (in geval van trimixmengsels)) in de weefsels op (zie decompressieziekte). Tijdens de opstijging komen deze opgeloste inerte gassen in  weefsels en in de bloedbaan weer vrij. Deze gassen vormen dan kleine belletjes.
Door verder op te stijgen, waarbij de omgevingsdruk dus steeds verder afneemt, zullen die belletjes groter kunnen worden omdat de omgevingsdruk kleiner wordt dan de druk in deze belletjes. Als de belletjes niet te groot worden, dan worden ze uiteindelijk weer uitgeademd. Als de opstijging te snel gaat dan zullen de belletjes zo groot worden dat ze niet meer door de kleinere bloedvaten getransporteerd kunnen worden waardoor een blokkade kan ontstaan, wat weer een oorzaak kan zijn van decompressieziekte.

## Recreatief duiken
Bij recreatief duiken wordt meestal binnen de nultijd gedoken, wat feitelijk betekent dat te allen tijde de duik kan worden beëindigd en mag worden opgestegen naar de oppervlakte, waarbij de kans op decompressieziekte erg klein zal zijn. 
Ook bij recreatief duiken wordt standaard een stop ingelast, de zogenaamde safety stop, waarbij verplicht drie minuten moet gewacht worden op vijf meter diepte. Dit is strikt gezien geen decompressiestop.

## Technisch duiken
Met name bij technisch of beroepsduiken, wanneer de duiker diep en/of lang duikt en daardoor de nultijd overschrijdt, zal de opstijging in trappen moeten plaatsvinden om zodoende de belletjes niet te groot te laten worden en de kans te geven op een veilige manier het lichaam te verlaten alvorens verder op te kunnen stijgen.
Gedurende de opstijging zal bij deze technische duiken vaak ook worden overgeschakeld op een ander ademmengsel waar meer zuurstof en minder inerte gassen in zitten dan het ademmengsel dat gedurende de bodemfase van de duik werd gebruikt. Hierdoor zal de diffusie van de inerte gassen sneller verlopen en zullen de stops korter kunnen zijn.
Hoe langer en/of dieper de duik is geweest, hoe langer de opstijging zal moeten duren om weer veilig aan de oppervlakte te komen. Deze tijd kan oplopen van enkele minuten tot vele uren (of zelfs enkele dagen).